# ساق (زاوه)
ساق روستایی در دهستان ساق بخش سلیمان شهرستان زاوه استان خراسان رضوی ایران است. بر پایه سرشماری عمومی نفوس و مسکن در سال ۱۳۹۵ جمعیت این روستا ۵۸۵۱ نفر (در ۱٬۷۹۷ خانوار) بوده‌است.

## وجه تسمیه
واقع شدن در پای کوه = ساق کوه

## اقلیم ونوع آب وهوا
هوای منطقه در تابستانها تحت تأثیر هوای گرم و خشک کویری جنوب تایباد در شرق منطقه (معروف به باد باخرز) می‌باشد. و در زمستانها از سیکلون‌های هوای سرد کوهستان شمالی (معروف به باد نیشابور) متأثر می‌شود. اقلیم منطقه از نوع نیمه خشک و کوهستانی است اما به علت واقع شدن در دره بین کوه‌ها تا حدودی هوا معتدل است یعنی از تأثیر هوای گرم تابستان و سرد زمستان می‌کاهد و حد اکثر درجه حرارت ۴۳ و حداقل آن ۲۵- درجه سانتیگراد گزارش شده‌است.
متوسط بارندگی در ۲۸ سال گذشته بر مبنای اندازه‌گیری در ایستگاه هواشناسی تربت حیدریه ۲۶۷ میلی‌متر بوده‌است و رطوبت نسبی هوا ۴۵ درصد ودوره یخبندان محدود به ماه‌های بهمن ودی می‌باشد.

### چاه

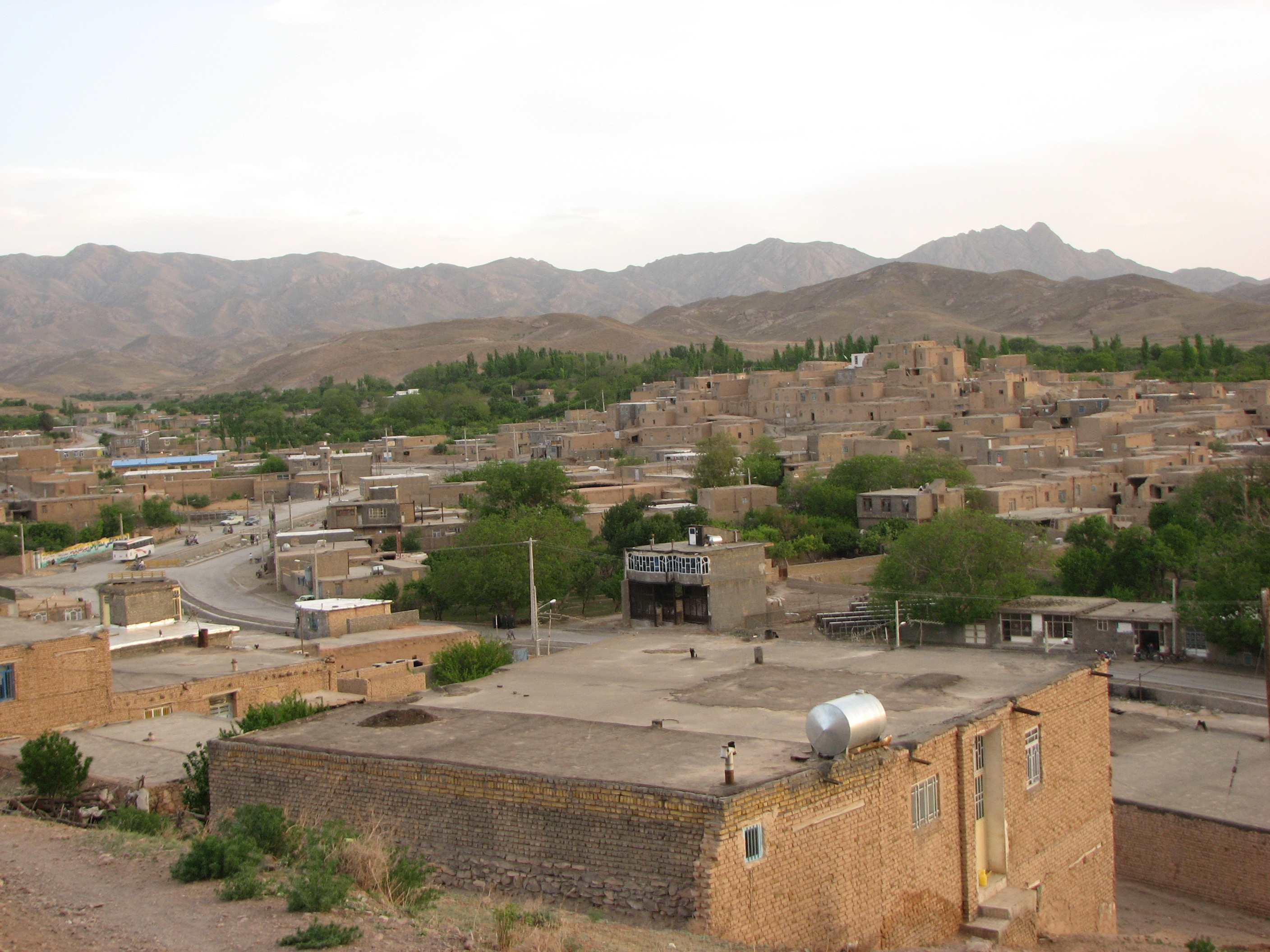
بافت قدیمی مرکز روستا

### دین ومذهب

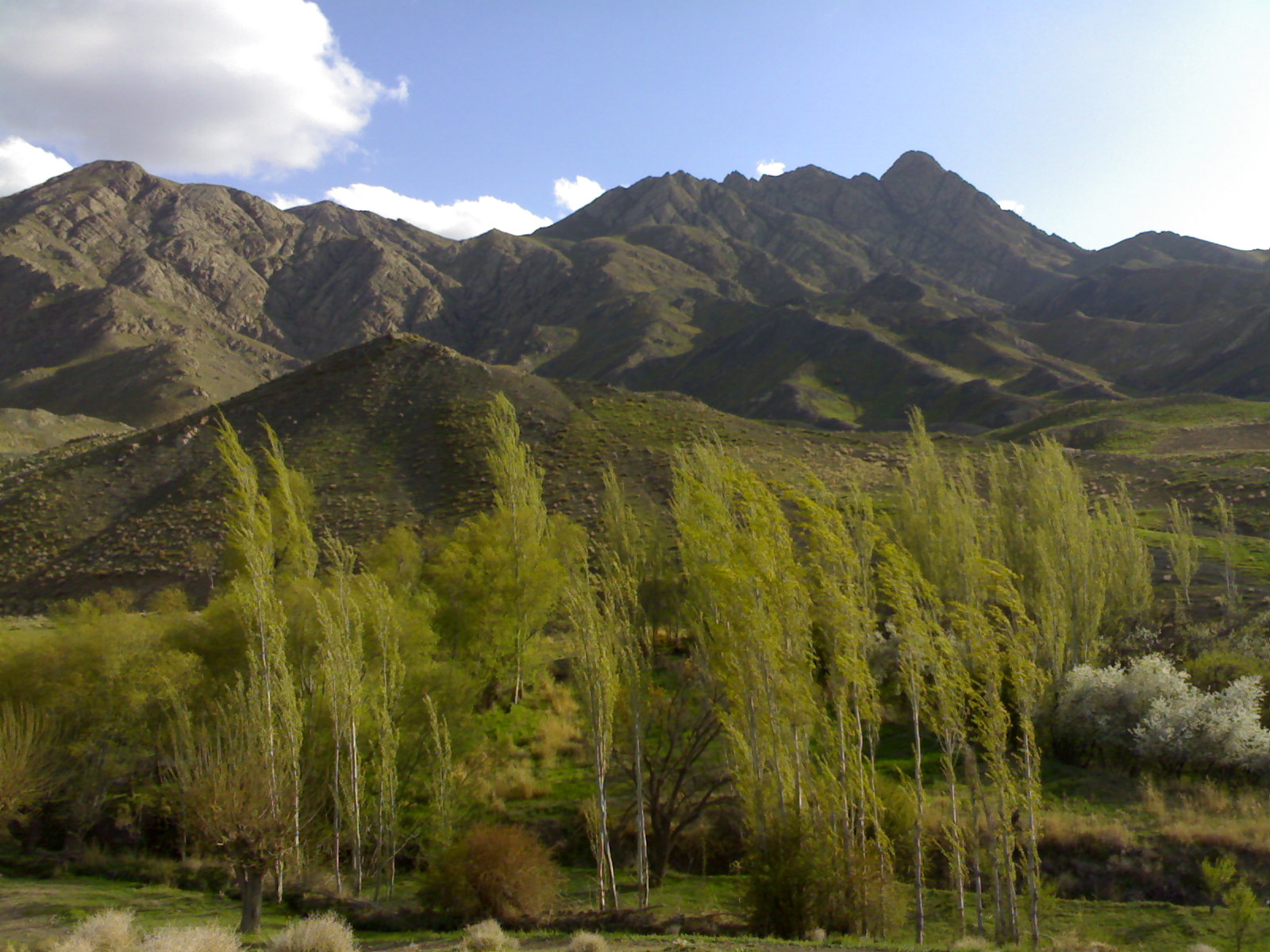
بیشهٔ ساق

## منابع

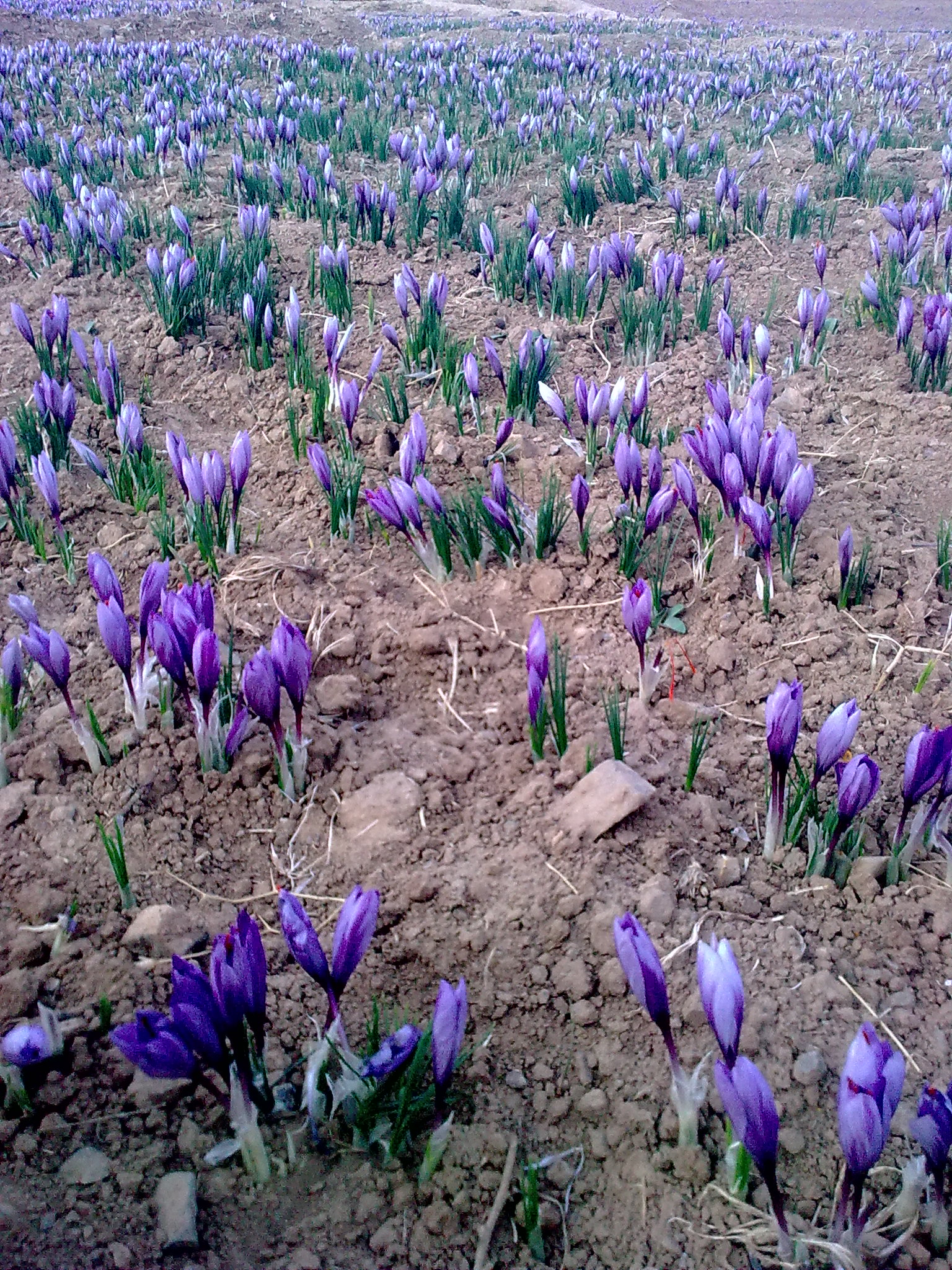
زمین‌های زعفرانی روستای ساق